# Eleição municipal de Araucária em 2020
A eleição municipal de Araucária de 2020, diferente do habitual, ocorreu no dia 15 de novembro devido à pandemia da COVID-19, junto do primeiro turno de todos os municípios brasileiros (exceto os afetados pelo Apagão no Amapá).
Naquele dia, os eleitores escolheram os prefeitos que administrariam tais cidades a partir de 1º de janeiro de 2021 e cujos sucessores seriam eleitos em 2024, e em Araucária foram cerca de 76 mil eleitores. Essa foi a primeira eleição realizada no mandato de Jair Bolsonaro como presidente. Os eleitores araucarienses puderam escolher entre diversos candidatos a prefeito e a vereador.

## Resultados

### Eleição para prefeito
Conforme dados do Tribunal Superior Eleitoral (TSE), foram computados 76.228 votantes, sendo 53.257 válidos, 2.890 brancos e 20.081 nulos. O valor alto de nulos se deve a impugnação de Albanor Zezé, pelo mesmo motivo da Megacred, e mais uma vez ele perde também em votos. Pela primeira vez na história, um prefeito se reelege sucessivamente, e com a maior votação percentual da história. O resultado completo da eleição para prefeito é:
| Candidato(a)             | Vice                    | Coligação                                                                                     | Votos recebidos | Percentual |
| ------------------------ | ----------------------- | --------------------------------------------------------------------------------------------- | --------------- | ---------- |
| Hissam (Cidadania)       | Hilda Lukalski (PSD)    | Com Trabalho é Possível Construir uma Feliz Cidade (PP / REPUBLICANOS / CIDADANIA / PSD / PL) | 47.613          | 89,40%     |
| Gustavo Botogoski (PSL)  | Gledson Zavacki (PSL)   | Araucária Mais Você (PROS / PSL)                                                              | 2.406           | 4,52%      |
| Hosana Marcondes (PT)    | Termicio Soares (PT)    | Isolado - Partido dos Trabalhadores (PT)                                                      | 1.121           | 2,10%      |
| Professor Brogian (PTC)  | Silvana Fernandes (PTC) | Isolado - Partido Trabalhista Cristão (PTC)                                                   | 747             | 1,40%      |
| Dr. Genésio (PDT)        | Fran Erardt (PDT)       | Isolado - Partido Democrático Trabalhista (PDT)                                               | 670             | 1,26%      |
| Péricles (AVANTE)        | Prof. Orivaldo (AVANTE) | Isolado - Avante                                                                              | 551             | 1,03%      |
| Silvinho Pereira (PATRI) | Nelson Kurek (PATRI)    | Isolado - Patriota                                                                            | 149             | 0,28%      |
| Albanor Zezé (PODE)      | Tatiana Assuiti (PSDB)  | Araucária Para Todos (PSDB / PTB / PODE / DC / PC do B)                                       | 0               | 0,00%      |

### Eleição para vereador
Ao todo foram eleitos 11 parlamentares, tendo influência do quociente eleitoral para decidir as vagas na Câmara Municipal. Os eleitos na ocasião são:
| Candidato(a)             | Partido   | Votos | Percentual |
| ------------------------ | --------- | ----- | ---------- |
| Aparecido da Reciclagem  | PDT       | 2.012 | 2,95%      |
| Pedro Ferreira de Lima   | Cidadania | 1.761 | 2,59%      |
| Ben Hur                  | Cidadania | 1.503 | 2,21%      |
| Celso Nicácio            | PSD       | 1.418 | 2,08%      |
| Vilson Grilo             | PSL       | 1.333 | 1,96%      |
| Rosane Ferreira          | PV        | 1.244 | 1,83%      |
| Ricardo Teixeira         | PSDB      | 1.231 | 1,81%      |
| Irineu Cantador          | PSD       | 1.216 | 1,79%      |
| Prof. Valter             | Cidadania | 1.174 | 1,72%      |
| Vagner Chefer            | Podemos   | 955   | 1,40%      |
| Pastor Eduardo Castilhos | PL        | 938   | 1,38%      |

- Vereadores com '*' foram eleitos pelo quociente eleitoral.